# Milad Beigi
Milad Beigi Hərçəqani, también escrito como Milad Beigi Harchegani –en persa, میلاد بیگی هرچگانی; – (Isfahán, Irán, 1 de marzo de 1991), es un deportista azerbaiyano, de origen iraní, que compite en taekwondo.
Participó en dos Juegos Olímpicos de Verano, en los años 2016 y Tokio 2020, obteniendo una medalla de bronce en Río de Janeiro 2016, en la categoría de –80 kg. En los Juegos Europeos de Bakú 2015 consiguió una medalla de oro en la categoría de –80 kg.
Ganó dos medallas de oro en el Campeonato Mundial de Taekwondo, en los años 2017 y 2019, y tres medallas en el Campeonato Europeo de Taekwondo, entre los años 2016 y 2021.

## Palmarés internacional
| Juegos Olímpicos   | Juegos Olímpicos         | Juegos Olímpicos  | Juegos Olímpicos |
| Año                | Lugar                    | Medalla           | Categoría        |
| ------------------ | ------------------------ | ----------------- | ---------------- |
| 2016               | Río de Janeiro (Brasil)  | Medalla de bronce | –80 kg           |
| Campeonato Mundial |                          |                   |                  |
| Año                | Lugar                    | Medalla           | Categoría        |
| 2017               | Muju (Corea del Sur)     | Medalla de oro    | –80 kg           |
| 2019               | Mánchester (Reino Unido) | Medalla de oro    | –80 kg           |
| Juegos Europeos    |                          |                   |                  |
| Año                | Lugar                    | Medalla           | Categoría        |
| 2015               | Bakú (Azerbaiyán)        | Medalla de oro    | –80 kg           |
| Campeonato Europeo |                          |                   |                  |
| Año                | Lugar                    | Medalla           | Categoría        |
| 2016               | Montreux (Suiza)         | Medalla de oro    | –80 kg           |
| 2018               | Kazán (Rusia)            | Medalla de bronce | –80 kg           |
| 2021               | Sofía (Bulgaria)         | Medalla de plata  | –80 kg           |